# フランセーズ・デ・ジュー

フランセーズ・デ・ジューのロゴ

フランセーズ・デ・ジュー（フランス語: Française des jeux、通称FDJ）は、フランスの宝くじ販売事業を行う企業である。パリ近郊のブローニュ＝ビヤンクールに本社を置く。ユーロネクスト・パリ上場企業（Euronext: FDJ ）。

## 概要

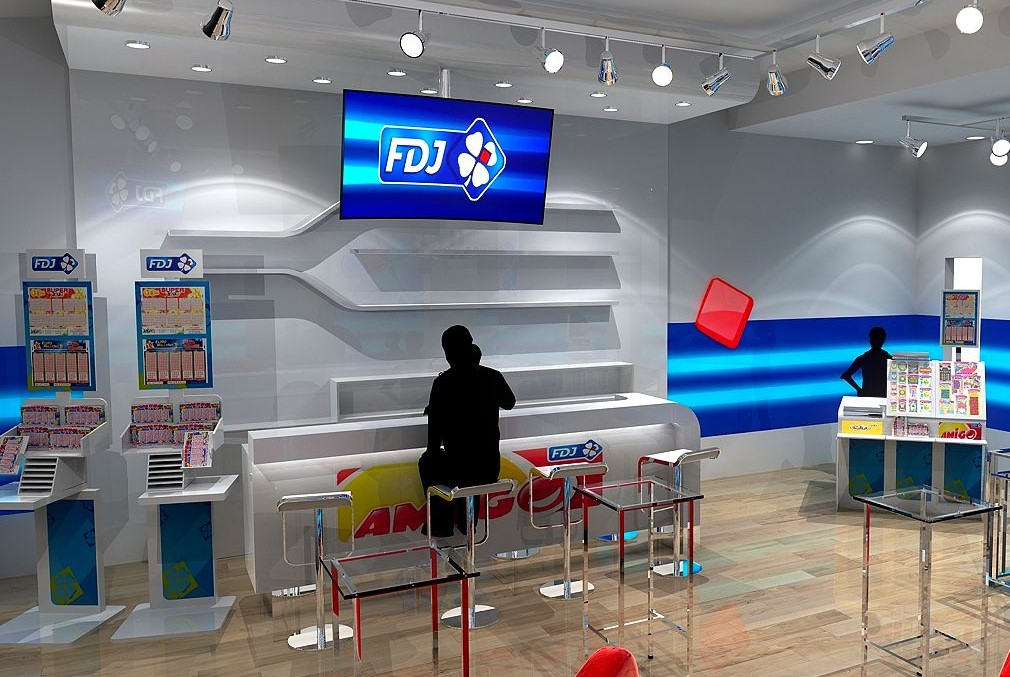
FDJの売り場

フランス政府による国営宝くじは1933年から行われていたが、1976年のロトの爆発的な成功を踏まえ、フランス政府により宝くじ公社として設立され、以降フランス本土に加えて、フランスの海外領土においても宝くじを販売している。2019年11月にフランス政府が株式の過半数を売却し、民営化された。
販売されている宝くじではロト、スーパーロト、ユーロミリオンズなどである。

## スポンサー
- グルパマ・FDJ 自転車チーム
- 2024年パリオリンピック・2024年パリパラリンピック - オフィシャルスポンサー